# 沃马 (阿列省)
沃马（法語：Vaumas）是法国阿列省的一个市镇，属于穆兰区（Moulins）贝斯布尔河畔东皮耶尔县（Dompierre-sur-Besbre）。该市镇2009年时的人口为538人。

## 人口
沃马人口变化图示
| 数据来源：INSEE |